# Kristof Waterschoot
Kristof L.M. Waterschoot, né le 9 août 1981 à Anvers est un homme politique belge flamand, membre du CD&V.
Il est ingénieur commercial et fonctionnaire.

## Fonctions politiques
- Echevin du conseil de district de Hoboken (ville d'Anvers).
- Député fédéral :
  - du 2 juillet 2009 au 6 mai 2010, en remplacement de Bart De Wever (NVA).
  - depuis le 6 décembre 2011 au 25 mai 2014, en remplacement de Servais Verherstraeten, secrétaire d'état.